# Тлустий Семен Іванович
Тлустий Семен Іванович (нар. 10 лютого 1957 р., с. Лісоводи, Городоцький район, Хмельницька область) – художник декоративно-прикладного мистецтва, член НСХУ (2012), член Національної спілки майстрів народного мистецтва України та  Національної спілки художників України.

## Життєпис
Семен Іванович Тлустий народився в селі Лісоводи Городоцького району на Хмельниччині. У 1972 році вступив до Художнього професійно-технічного училища ім. Й. П. Станька у місті Івано-Франкове. Закінчив Львівський технікум механічної обробки деревини. У 1998 році закінчив Івано-Франківський державний педагогічний інститут ім. В. Стефаника, художньо-графічний факультет.
Першу іграшку зробив ще у 1972 році для здачі курсової в художньому училищі. 30 років працював майстром виробничого навчання, викладав різьблення у художньому професійно-технічному училищі ім. Й. П. Станька.
Разом з дружиною (Галиною Шумило) виготовляє яворівську дитячу дерев’яну іграшку.

Мешкає в містечку Івано-Франкове Яворівського району Львівської області.

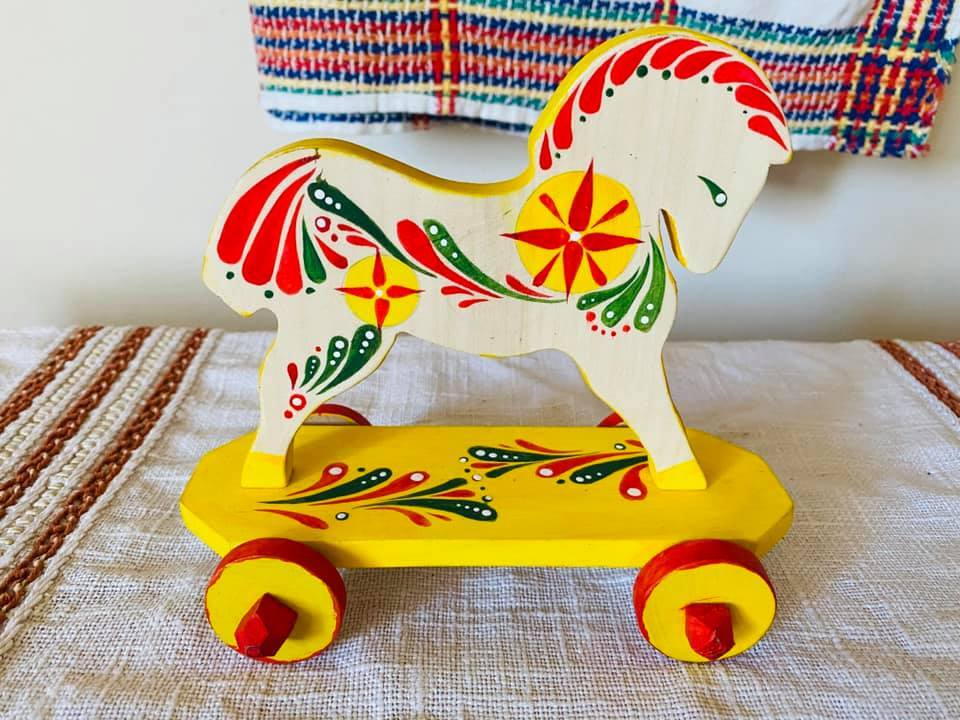
Яворівська забавка

## Творчість
Основні твори: «Яворівський коник» (2010), «Яворівська пташка» (2010), «Яворівський возик» (2011), «Яворівська птаха щастя» (2012), набір «Яворівські свищики» (2012).
Учасник обласних, республіканських, всесоюзних, міжнародних художніх виставок та фестивалів народного мистецтва. 
Провів велику кількість майстер-класів для дітей, молоді, педагогічних працівників. Його іграшки знаходяться в Канаді, США, Польщі, Німеччині та багатьох інших країнах.